# Luciano Rossi Levi
Luciano Rossi Levi (Roma, 31 marzo 1921 – Roma, 12 agosto 1987) è stato un calciatore italiano, di ruolo attaccante.

## Carriera
Nella stagione 1940-1941 ha segnato 17 reti nella MATER, seconda classificata in Serie C; l'anno seguente ha invece segnato 7 reti in 18 presenze in Serie C con la maglia del Lecce. Nella stagione 1942-1943 torna a vestire la maglia della M.A.T.E.R., con cui segna una rete in 8 presenze nel campionato di Serie B.
Tra il 1943 ed il 1944 gioca il Campionato romano di guerra con l'Alba Roma, con la cui maglia segna 4 reti in 7 presenze.
Dopo la fine della Seconda guerra mondiale si accasa invece al Rieti, con cui nella stagione 1945-1946 segna 17 gol in 26 presenze in Serie C. Gioca con la squadra laziale anche nella stagione 1946-1947 e nella stagione 1947-1948, entrambe in Serie B e chiuse rispettivamente con 23 e 25 presenze nella serie cadetta. Infine dal 1948 al 1950 ha vestito la maglia del Tivoli, in Serie C.
In carriera ha giocato complessivamente 56 partite in Serie B.